# James P. Moody

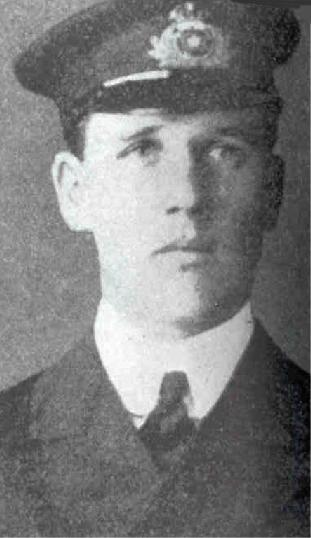
James P. Moody

James Paul Moody (* 21. August 1887 in Scarborough, North Yorkshire, England; † 15. April 1912 im Nordatlantik) war ein britischer Schiffsoffizier und Sechster Offizier der Titanic.

## Leben
James P. Moody wurde als Kind von John Henry und Evelyn Louise Moody geboren. Seine Familie zählte zu den einflussreichsten in Scarborough, so war Moodys Großvater Stadtbeamter und sein Vater als Mitglied im Stadtrat tätig. Seine Familie war auch in Grimsby sehr bekannt, wo einer seiner Vorfahren, Charles Bartholomew Moody, der erste Gerichtsmediziner der Stadt war.
Moody besuchte die King Edward VII. Nautical School in London, in der er im April 1911 seine Prüfung zum Offizier erfolgreich ablegte. Im selben Jahr kam er zur White Star Line. Nach seiner ersten Anstellung auf der Oceanic wurde er im März 1912 als Sechster Offizier auf die Titanic versetzt; er verdiente etwa $ 37,00 monatlich.

## Titanic
Auf der Titanic hatte Moody unter anderem die Aufgabe, von 08:00 Uhr bis 12:00 Uhr, von 16:00 Uhr bis 17:00 Uhr sowie von 20:00 Uhr bis 24:00 Uhr auf der Brücke Wache zu stehen. Daher war er anwesend, als am 14. April 1912 kurz vor 23:40 Uhr Frederick Fleet aus dem Krähennest die Warnung vor dem Eisberg an die Brücke signalisierte. Moody nahm den Anruf entgegen:
- Moody: Was sehen Sie? (What do you see?)
- Fleet: Eisberg direkt voraus! (Iceberg right ahead!)
- Moody: Danke sehr! (Thank you!)

Moody leitete die Meldung umgehend an den Ersten Offizier William M. Murdoch weiter, dessen Rudermanöver die Kollision allerdings nicht mehr verhindern konnte.
Während der Evakuierung des Schiffes soll Moody beispielhaft agiert und die Rettungsboote 12, 14 und 16 zu Wasser gelassen haben. Die Besetzung der letzten beiden erfolgte gegen 1:30 Uhr zusammen mit dem Fünften Offizier Harold Lowe. Da eines der Boote von einem Offizier geführt werden sollte, tauschten sie sich darüber aus, wer von ihnen an Bord gehen sollte. Üblicherweise hätte mit Moody der jüngere Offizier den Vorzug erhalten. Moody schlug jedoch vor, dass Lowe Boot Nr. 14 übernehmen sollte, während er selbst nach einem anderen schauen wollte. Er wurde zuletzt wenige Minuten vor dem Untergang um 2:20 Uhr vom Zweiten Offizier Charles Lightoller bei dem Versuch gesehen, noch eines der beiden Faltboote flott zu machen, die auf dem Dach der Offizierskabinen vertäut waren.
James Paul Moody starb als jüngster der Führungsoffiziere und einziger der Junioroffiziere in jener Nacht. Sein Leichnam wurde nie geborgen bzw. identifiziert.
Eine Plakette erinnert noch heute in der Kirche des Hl. Martin in Scarborough an den berühmten Sohn der Stadt. Sie trägt die Zeile:
- Englisch: Be Thou Faithful Unto Death and I Will Give to Thee a Crown of Life.
- Deutsch: Sei getreu bis in den Tod, so will ich dir die Krone des Lebens geben! (Offb 1,18 LUT)

In der Kirche des Hl. Augustinus in Grimsby existiert ein Altar, der ebenfalls eine Inschrift mit Moodys Namen aufweist.
Nur wenigen ist auch ein Grabstein auf dem Woodland Friedhof in Scarborough bekannt, der von der Familie Moodys errichtet wurde, und dessen Inschrift die Rolle des 24-Jährigen bei der Evakuierung der Titanic wiedergibt:
- Englisch: Greater love hath no man than this, that a man lay down his life for his friends!
- Deutsch: Niemand hat größere Liebe als wer sein Leben einsetzt für seine Freunde. (Joh 15,13 LUT)

## Verfilmungen
Folgende Schauspieler haben Moody bis dato dargestellt:
- 1958: Die letzte Nacht der Titanic – Michael Bryant
- 1997: Titanic – Edward Fletcher